# Clavier modèle M

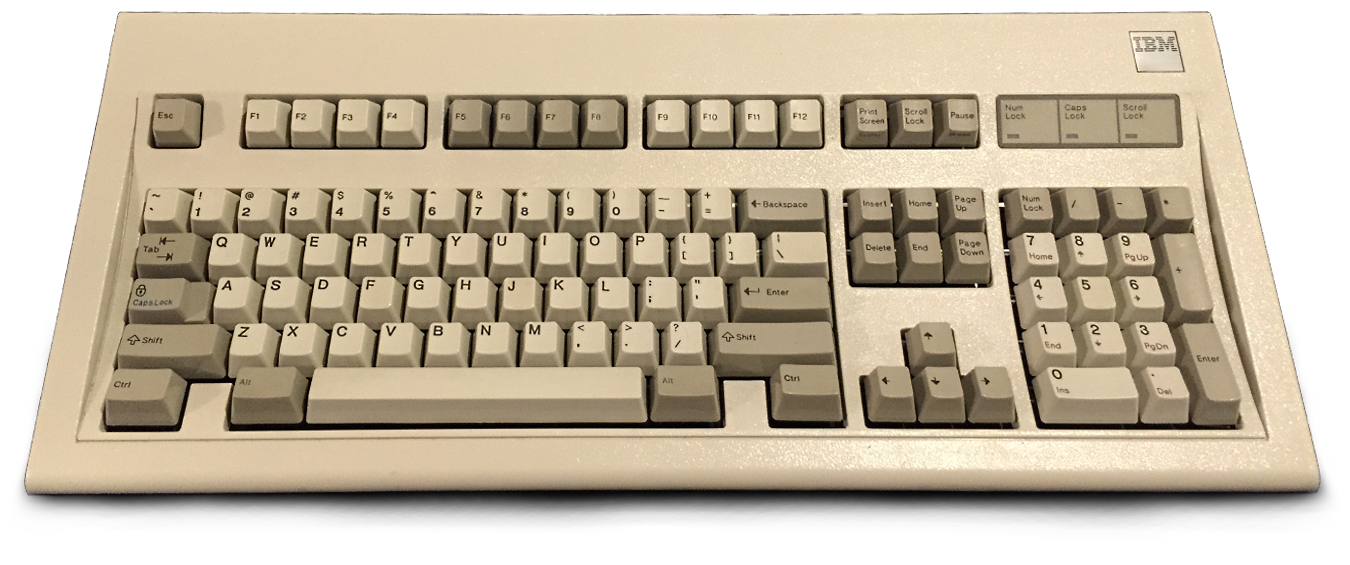
Un clavier IBM modèle M de 1986.

Le clavier modèle M est un clavier de 102 touches en Europe et 101 aux États-Unis introduit par IBM en 1986 pour accompagner le PC AT3. Ce clavier est devenu une référence de solidité et de « toucher ».

## Présentation
Le modèle M d'IBM est caractérisé par une disposition en « T » inversé des flèches de navigation, contrairement au premier clavier de PC sur lequel elles étaient en croix. Ses touches fonctionnelles sont mieux séparées des touches frappant les caractères ; enfin, la touche « Alt » droite (« Alternate ») est remplacée par « AltGr » (« Alternate Graphic ») donnant un accès plus aisé aux caractères exigeant un « Ctrl-Alt » sur l'ancien clavier, comme « \ », ou l'usage d'« Alt » + trois caractères du pavé numérique.
D'abord conçu pour le PC AT3 sorti en 1986, il est ensuite fourni avec le PC XT/286 (nom d'un PC AT dans le châssis d'un PC standard), et enfin en standard avec les PS/2 en 1987, son connecteur DIN de raccordement étant alors remplacé par un connecteur mini-DIN.
Vers le milieu des années 1990, la souris a supplanté le clavier comme principale interface d'entrée des données, les deux qualités du modèle M[Lesquelles ?] sont devenues des critères marginaux et le modèle M, lourd, bruyant et cher (plus de 1 000 francs de 1989 hors taxes en France), fit figure de dinosaure aux côtés des nouveaux claviers à course courte, légers, silencieux et de prix beaucoup plus abordable. Au milieu des années 2000, il connaitra cependant un regain de faveur pour sa robustesse et la qualité incomparable de son toucher.
Côté robustesse, il obéissait au même cahier des charges que le clavier de l'IBM 3278, qui exigeait un fonctionnement sans maintenance pendant huit ans à raison de huit heures par jour, 240 jours par an et avec 9 600 frappes à l'heure. Quant au toucher, la conception du modèle M vise à reproduire les sensations des meilleures machines à écrire électriques de l'époque. La solution retenue est le célèbre buckling spring (en) : chaque touche est équipée d'un ressort en acier dont la mise en compression, partiellement non guidée, passe par un point de rupture qui provoque à la fois la frappe, le bruit si caractéristique et un retour de frappe inimitable dans les doigts,

## ToucheWindows
IBM n'introduisit pas les trois touches Windows 95 sur les claviers M français (non plus que sur ceux des ThinkPad), sans donner d'explication. Peut-être pour ne pas faire de publicité à la concurrence (IBM poussait de son côté OS/2, pas Windows), peut-être aussi pour garder la barre d'espace plus accessible en touch-typing ; peut-être enfin parce que ne les jugeant pas réellement utiles, leurs fonctions étant accessibles par des combinaisons de touches existantes.

## Galerie

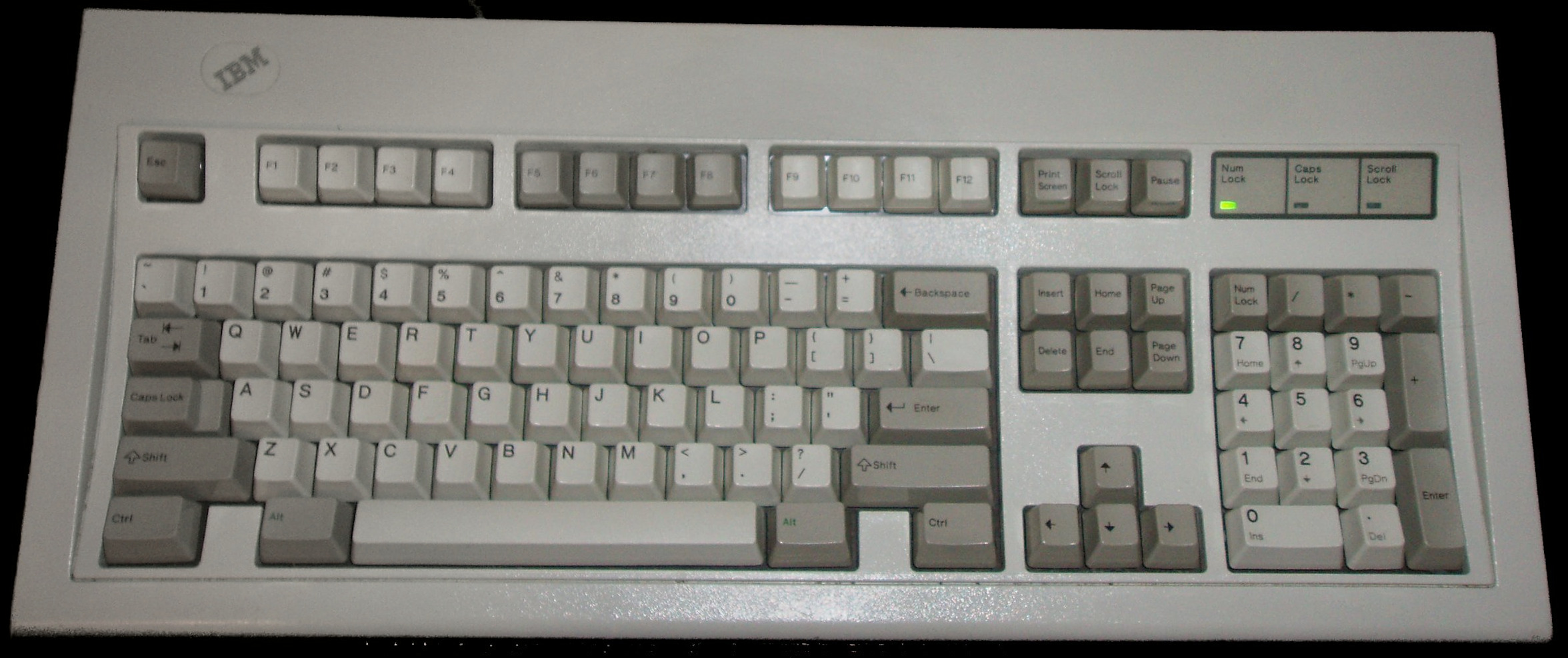
Un modèle M IBM américain, no 1391401, produit en 1989.
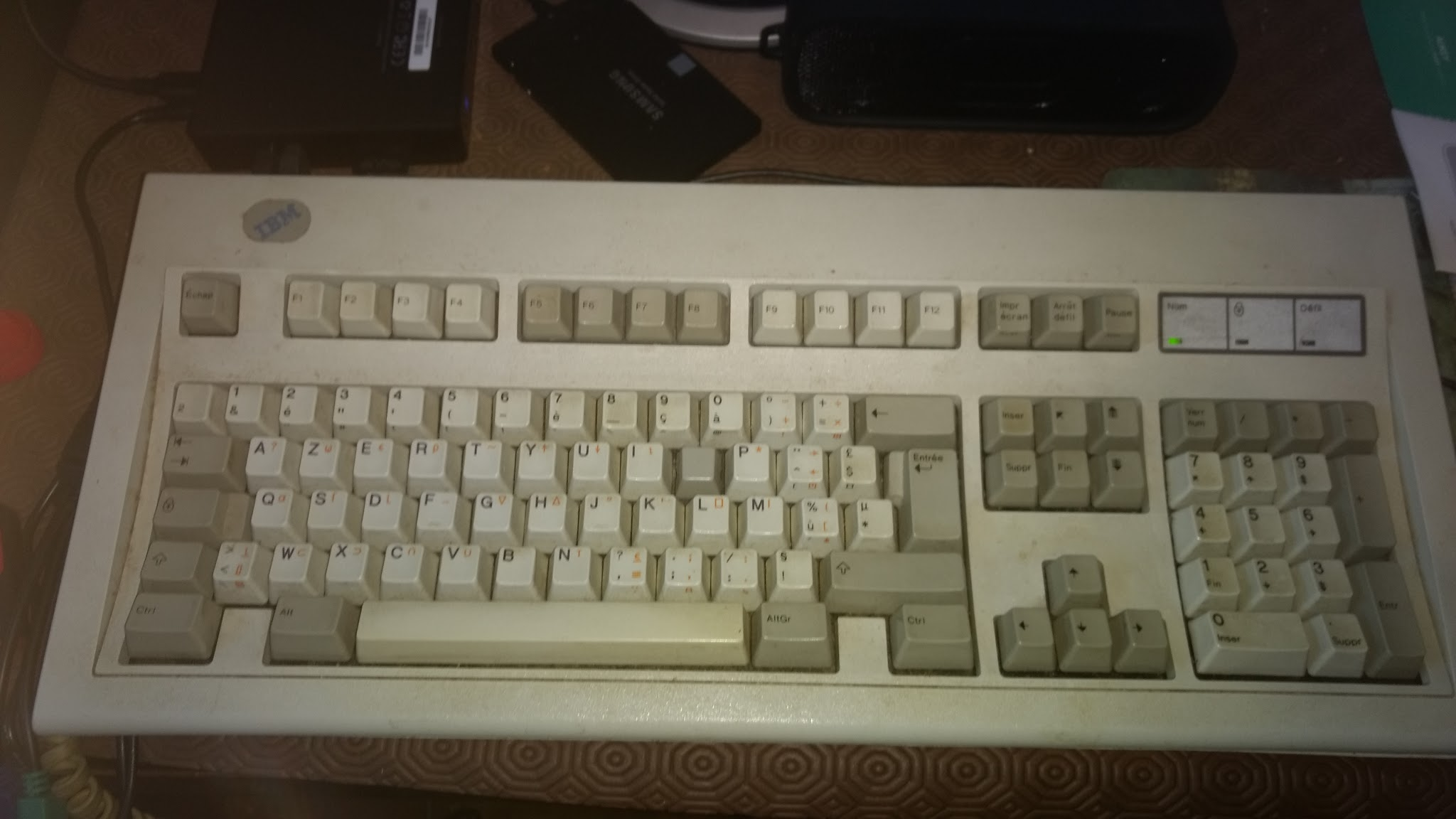
Version AZERTY équipée de capots de touches APL, no 1391402, produit en juillet 1995 par IBM UK.
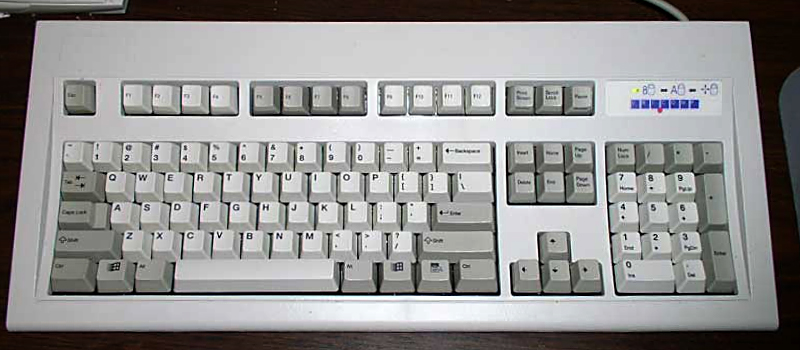
Customizer 104 (UNI0P46), produit en avril 2005 par Unicomp.
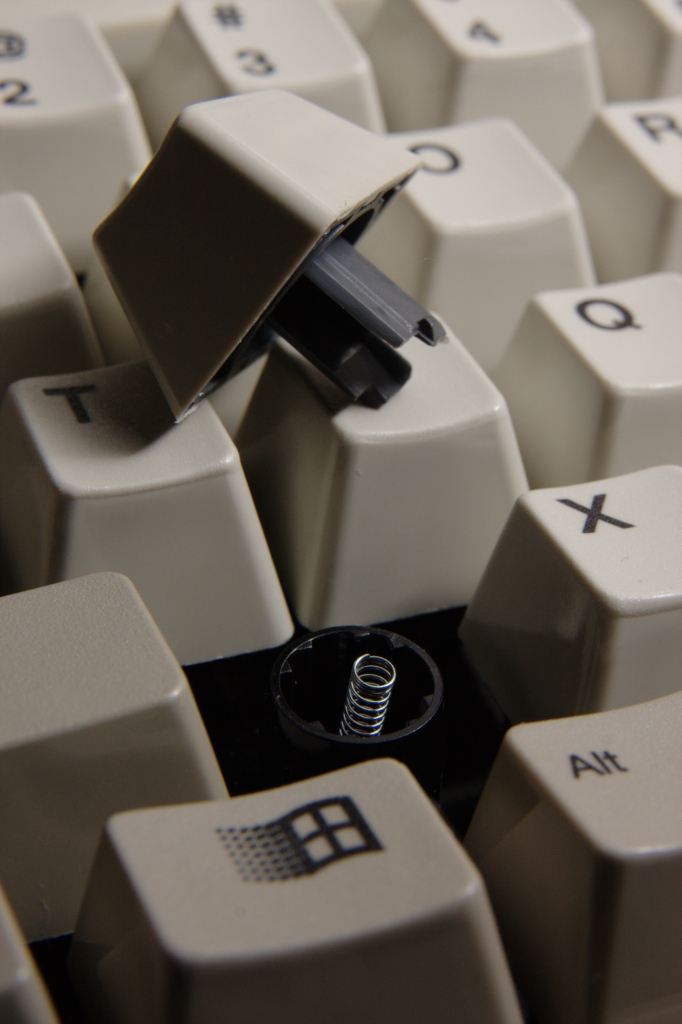
Vue du ressort (ici sous la touche « Z »).
Fonctionnement du système de ressort dit « buckling spring ».